# Bokaren
Bokaren este o arie protejată (arie specială de conservare — SAC, sit de importanță comunitară — SCI) din Suedia întinsă pe o suprafață de 17,8 ha, integral pe uscat.

## Localizare
Centrul sitului Bokaren este situat la coordonatele 59°57′58″N 17°55′22″E / 59.966°N 17.9229°E.

## Înființare
Situl Bokaren a fost declarat sit de importanță comunitară în mai 2001 pentru a proteja 2 specii de animale. Situl a fost protejat și ca arie specială de conservare în martie 2011.

## Biodiversitate
Situată în ecoregiunea boreală, aria protejată conține 1 habitat natural: Taiga vestică.
La baza desemnării sitului se află mai multe specii protejate de  nevertebrate (2): Vertigo geyeri, Xyletinus tremulicola.